# Mateusz Wilangowski
Mateusz Wilangowski (Mokre, 7 de octubre de 1991) es un deportista polaco que compite en remo.
Ganó dos medallas en el Campeonato Mundial de Remo, en los años 2014 y 2019, y tres medallas en el Campeonato Europeo de Remo entre los años 2017 y 2020.
Participó en dos Juegos Olímpicos de Verano, ocupando el quinto lugar en Río de Janeiro 2016 (ocho con timonel) y el séptimo en Tokio 2020 (cuatro sin timonel).

## Palmarés internacional
| Campeonato Mundial | Campeonato Mundial       | Campeonato Mundial | Campeonato Mundial |
| Año                | Lugar                    | Medalla            | Prueba             |
| ------------------ | ------------------------ | ------------------ | ------------------ |
| 2014               | Ámsterdam (Países Bajos) | Medalla de bronce  | Ocho con timonel   |
| 2019               | Ottensheim (Austria)     | Medalla de oro     | Cuatro sin timonel |
| Campeonato Europeo |                          |                    |                    |
| Año                | Lugar                    | Medalla            | Prueba             |
| 2017               | Račice (República Checa) | Medalla de plata   | Ocho con timonel   |
| 2019               | Lucerna (Suiza)          | Medalla de plata   | Cuatro sin timonel |
| 2020               | Poznań (Polonia)         | Medalla de bronce  | Cuatro sin timonel |